# Anopheles powderi
Anopheles powderi este o specie de țânțari din genul Anopheles, descrisă de Thomas J. Zavortink în anul 1970.
Este endemică în Costa Rica. Conform Catalogue of Life specia Anopheles powderi nu are subspecii cunoscute.